# Motori Ecoflex
I motori EcoFlex sono una famiglia di motori nata nel 2008 per mano del gruppo automobilistico statunitense General Motors con l'intento di riunire differenti motori utilizzati da alcuni marchi del colosso americano ed accomunati dal fatto di possedere notevoli qualità di risparmio energetico e di ecocompatibilità.

## Significato ed origini
In pratica i motori EcoFlex sono un'evoluzione della già parsimoniosa famiglia di motori Ecotec, rispetto alla quale differiscono per pochi accorgimenti volti ad ottimizzarne ulteriormente i consumi e quindi a ridurre le emissioni nocive. Tra questi accorgimenti va ricordata la riduzione degli attriti degli organi in movimento radente tra loro: tale accorgimento permette uno spreco inferiore di energia termica, che rimane quindi a disposizione del propulsore stesso, che può quindi contare su una leggera diminuzione dello sforzo. Si ha in parole povere un migliore rendimento termico.

I primi motori appartenenti alla famiglia EcoFlex sono il 1.3 CDTI di origine Fiat, che mantiene inalterate le sue doti prestazionali (vedi Motore Multijet), ma che richiede fino a quasi mezzo litro di carburante in meno ogni 100 km, ed il 1.7 Z17DTJ appartenente alla famiglia Circle L della giapponese Isuzu.

In seguito è avvenuta l'inclusione in tale famiglia del nuovo 2 litri CDTI da 160 CV, anch'esso originario della famiglia Multijet.

Tra la fine del 2009 e l'inizio del 2010, alla famiglia Ecoflex viene aggiunto un motore a benzina, vale dire il nuovo 1.4 Family 0 da 1398 cc.